# راهنمای تاریخ گوریو
راهنمای تاریخ گوریو در مورد تاریخ کشور کره است که در سال ۱۵۴۲ تدوین شده‌است. این کتاب یک منبع معتبر برای شناخت گوریو (۹۱۸–۱۳۹۲ میلادی) است. این کتاب تاریخی مفصل تر و با جزئیات بیشتری از کتاب تاریخ گوریو نوشته شده‌است.